# Альфред Леннон
Альфред Ле́ннон (англ. Alfred Lennon, 14 грудня 1912 — 1 квітня 1976), також відомий як Фредді Леннон, був англійським моряком і співаком, найбільш відомим як батько музиканта Джона Леннона. Після смерті батька Альфред провів багато років у дитячому будинку разом зі своєю сестрою Едіт.
Леннон одружився з Джулією Стенлі у 1938 році. Джон був їхньою єдиною дитиною, але, оскільки Альфред був далеко в морі під час Другої світової війни, він не часто бачив свого сина в дитинстві. У цей період Джулія завагітніла від іншого чоловіка. Альфред запропонував доглядати за дружиною, їхньою дитиною та майбутнім малюком, але Джулія відкинула цю ідею. Альфред дуже мало спілкувався з сином до бітломанії, коли вони знову зустрілися, але згодом пара мала лише переривчасті контакти один з одним. Альфред помер у Брайтоні, Англія, де він жив після одруження з Поліною Джонс, з якою мав двох синів.